# Thiên tài Bakabon
Thiên tài Bakabon (tiếng Nhật: 天才バカボン) là một loạt truyện tranh của tác giả Fujio Akatsuka, được phát hành trên chu san Thiếu Niên lần đầu vào ngày 9 tháng 4 năm 1967 và kết thúc vào tháng 12 năm 1992.